# جواز سفر نانسين

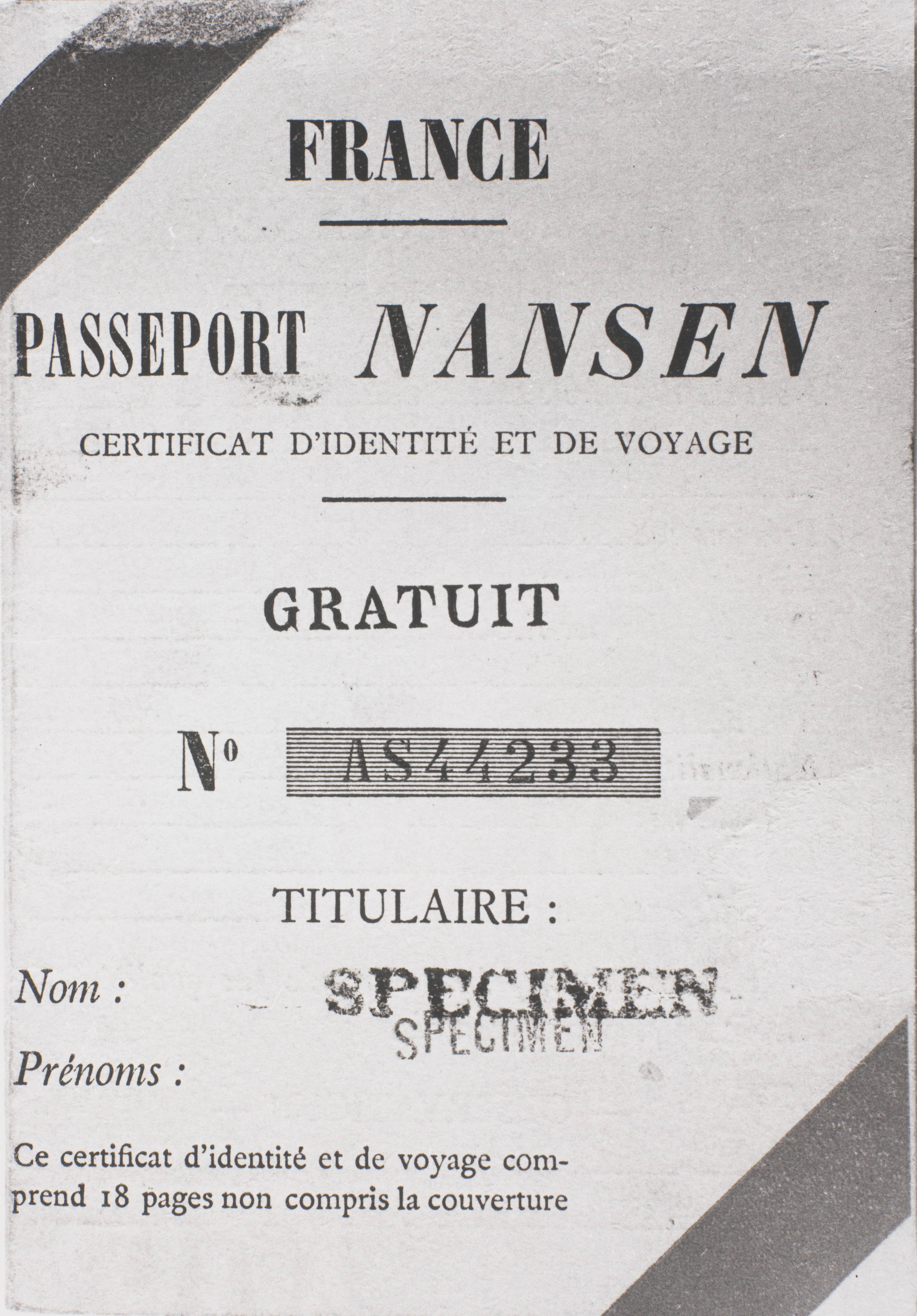
غلاف جواز سفر نانسن.

 جواز سفر نانسين  هو أول بطاقة هوية معترف بها دوليًا أصدرتها عصبة الأمم للاجئين عديمي الجنسية.
صمم فريتيوف نانسين الجواز عام 1921، وفي عام 1942، اعترفت به حكومات 52 بلد كوثيقة سفر اللاجئين الأولى. أصدر الجواز لما يقرب من 450,000 شخص، وساعد مئات الآلاف من عديمي الجنسية على الهجرة إلى أي بلد شاءوا.
جاء تصميم جواز سفر نانسين نتيجة لسلسلة من قوانين المواطنة في البلدان الأوروبية، ومنها المملكة المتحدة وألمانيا وفرنسا، التي استبعدت الملايين من الأقليات العرقية، الذين كانوا مقيمين سابقًا في بلدانهم، من الحصول على المواطنة. بقي مئات الآلاف منهم في الخارج بشكل دائم، ويعد الجواز أحد النجاحات الكبرى، التي تحسب لعصبة الأمم.
في عام 1938, منح مكتب نانسين الدولي للاجئين جائزة نوبل للسلام لجهوده في إصدار جوازات سفر نانسن.
لم تعد جوازات سفر نانسين تصدر الآن، وتصدر بعض السلطات الوطنية، والأمم المتحدة وثائق للأشخاص عديمي الجنسية واللاجئين، وتشمل شهادات الهوية ووثيقة سفر اللاجئين وجواز مرور الأمم المتحدة.

## معرض صور

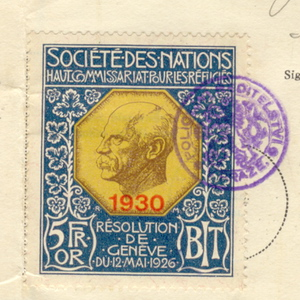
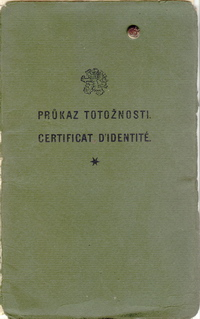
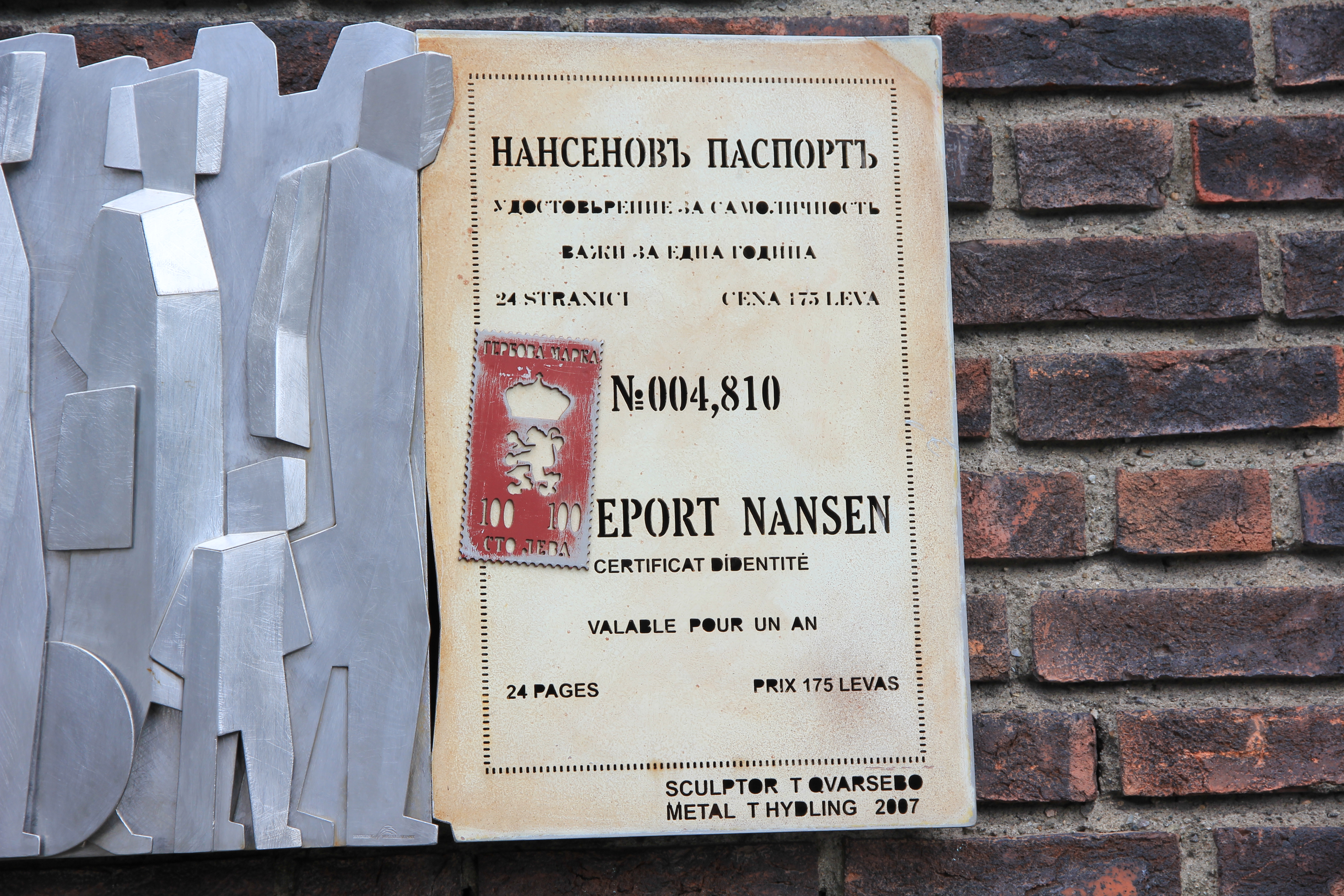

## وصلات خارجية
- Fridtjof Nansen Memorial Lecture 2001 نسخة محفوظة 26 ديسمبر 2010 على موقع واي باك مشين.
- The Nansen Passport at the Dead Media Archive. نسخة محفوظة 29 سبتمبر 2008 على موقع واي باك مشين.